# بيتر شولز (سياسي)
بيتر شولز هو سياسي أسترالي، ولد في 6 نوفمبر 1935 في كوينزتاون في نيوزيلندا، وتوفي في 21 مايو 2019. انتخب عضو المجلس التشريعي التاسماني ‏.